# Masainas
Masainas (sardinski: Masàinas) je grad i općina (comune) u pokrajini Južnoj Sardiniji u regiji Sardiniji, Italija. Nalazi se na nadmorskoj visini od 57 metara i ima 1 313 stanovnika.
 Prostire se na 23,69 km². Gustoća naseljenosti je 55 st/km².
Susjedne općine su: Giba, Piscinas, Sant'Anna Arresi i Teulada.